# Trypsin
Trypsin je trávicí enzym, který se vyskytuje v dvanáctníku. Podobně jako pepsin štěpí peptidické vazby bílkovin obsažených v potravě.
Trypsin patří mezi hydrolázy, konkrétně proteázy. Vzniká ve slinivce břišní jako proenzym trypsinogen. Ten je pak v dvanáctníku aktivován enzymaticky enterokinázou a také působením dříve vzniklých molekul trypsinu (jde o autokatalýzu). Oproti pepsinu, jehož aktivita je nejvyšší v silně kyselém prostředí žaludku, katalyzuje trypsin proteolytické (rozkladné) reakce v mírně zásaditém prostředí, které je typické právě pro dvanáctník. Trypsin se od pepsinu liší také větší specifitou – neštěpí bílkoviny v náhodných místech, ale pouze na karboxylovém konci aminokyselin lysinu a argininu, pokud po nich nenásleduje prolin.

## Využití
Izolovaný trypsin se využívá například v cytogenetice, kde se nechává působit na chromozomy.
Další využití má trypsin v proteomice, kde se používá ke specifickému naštěpení proteinů na peptidy před určováním pomocí hmotnostního spektrometru.